# Trójmiasto
Trójmiasto (dansk "3 byer") — området bestående af tre polske byer ved Østersøen: Gdańsk, Gdynia og Sopot (på tysk henholdsvis: Danzig, Gdingen og Zoppot).
Fra 1920-1939 tilhørte Gdańsk og Sopot Fristaden Danzig, der igen var underlagt Folkeforbundet. Polen anlagde siden slutningen af 1920'erne en havn ved Gdynia for at give landet kontrol over en havn ved Østersøen. Siden 2. verdenskrig har hele området været del af Polen. Byerne begyndte for alvor at vokse sammen i 1970'erne, godt hjulpet på vej af anlæggelsen af en hovedvej mellem dem.
Trójmiasto ligger i det pommerske voivodskab, som har Gdańsk som hovedby.
- befolkning: 949 700
- areal: 538,31 km²

"Trójmiasto" var også navnet på lufthavnen i Gdańsk.[kilde mangler] I 2004 blev lufthavnen omdøbt til "Lech Walesas Lufthavn".